# Dubky (przystanek kolejowy)
Dubky (ukr. Дубки) – przystanek kolejowy w miejscowości Serbyniwci, w rejonie żmeryńskim, w obwodzie winnickim, na Ukrainie. Położony jest na linii Odessa – Lwów.